# 亭子院
亭子院（ていじのいん）は、平安時代に前期に在位した宇多天皇の譲位後の後院である。西洞院大路の西側、左京七条二坊の十三町十四町に位置した（現在の京都市下京区油小路通塩小路下る南不動堂町近辺）。
亭子院歌合、亭子院酒合戦など著名な文人や大宮人を召いては宴や催しが行われたことで知られる。

## 概要
条坊制による区画名により東七条宮（ひがししちじょうのみや）とも呼ばれ、宇多天皇の中宮藤原温子の御所としても知られる。池の中に亭（亭子）を設けていたことから「亭子院」と呼ぶようになった。
また宇多法皇存命の間は法皇自身を指す呼称としても使われており、歴史書の『日本紀略』をはじめ公家の日記や歌集などに広くその例が見られる。

## 亭子院に関する記録
昌泰2年（899年）、宇多法皇が、東七条宮を後院とすべく区画内に新たな建物を加えようとした際、古井戸から不動明王像がみつかった。これは、当該の区画が古くは空海（弘法大師）が嵯峨天皇より賜った東寺の鬼門にあたり、空海自身が発見した霊力ある石に不動明王像を彫り付け、人目に触れぬよう埋めたものだと判り、法皇は勅令でその井戸を封じたという。
菅原道真の死去した延喜3年（903年）8月に、「皇太夫人藤原温子、東七条宮に遷御あらせらる」という記録がある。
承平元年7月19日（931年9月3日）の宇多法皇崩御後、後院として使われることはなく寺院となり、跡地には不動堂明王院がある。